# Orion (zviježđe)
 Ovo je glavno značenje pojma Orion (zviježđe). Za druga značenja pogledajte Orion.
Orion ili Lovac (lat. Orion) je uz Velikog medvjeda jedno od najpoznatijih i najprepoznatljivijih zviježđa. Pozicionirano u visini nebeskog ekvatora, što ga čini vidljivim u cijelom svijetu, između Bika, Eridana, Velikog psa, Malog psa i Zeca. 
Zviježđe Orion je jedno od najprepoznatljivijih i najpoznatijih zviježđa, a zbog svog položaja vidljivo je na cijelom svijetu. Najsjajnije zvijezde zviježđa Orion su Betelgez i Rigel.
Najjasnije uočljiv dio tog zviježđa je tzv. Orionov pojas koji tvore 3 jače zvijezde u nizu, koje se još nazivaju Tri kralja po likovima iz Biblije. Na sjevernoj polutki je Orion većinom zviježđe zimskog neba, najviše vidljivo ujesen i zimi. Zvijezde iz Orionova pojasa se u hrvatskom pučkom zvjezdoznanstvu naziva Koscima (nom. Kosci).

## Zvijezde
Rigel (β Orionis) - Ovo je plava zvijezda supergigant tipa B i šesta je najsjajnija zvijezda na noćnom nebu. Slično kao i Betelgez, Rigel je nastao spajanjem teških elemenata i neće proći mnogo kada će nestati, bilo urušavanjem u slučaju supernove, ili prosipanjem svojih vanjskih slojeva čime bi se pretvorila u bijelog patuljka. Ova zvijezda tvori u mitologiji tzv. "lijevo stopalo lovca".
Betelgez (α Orionis) - Ovo je velika crvena zviezda tipa M, kao superdiv koji se bliži kraju svog života i koja bi mogla postati supernova. To je osma od najsjajnijih zviezda na noćnom nebu. Kada nestane iz neba, ovo zviježđe neće biti vidljivo danju u sumrak. Ova zviezda tvori tzv. mitsko "desno rame lovca" (kao da je "lovac" okrenut prema promatraču). Betelgez je star oko 9 milijuna godina, a udaljen je od nas oko 600 (između 500 i 700) svjetlosnih godina. Ova se zvijezda nalazi relativno "blizu", udaljena je oko 450 svjetlosnih godina od Zemlje. Kad dođe do supernove, Betelgeuse bi mogao tijekom nekoliko tjedana ili čak mjeseci snažno zasjati na našem nebu i, kao što smo već spomenuli, možda čak zasjeniti i sjaj Mjeseca. Srećom po nas, nalazimo se izvan "zone smrti" koja se prostire unutar 50 svjetlosnih godina od eksplozije te do nas neće stići nikakva količina smrtonosnog zračenja. Supernova Betelgeusea bi u tom slučaju jednostavno bila znanstveno zanimljiv događaj i izuzetno fascinantan nebeski spektakl.
Bellatrix (γ Orionis) poznata je na Zapadu i kao "Amazon Star". To je 22. najsjajnija zvijezda na noćnom nebu. Bellatrix je plavi div tipa B, premda je premale veličine da bi eksplodirala kao supernova. Bellatrix u zviježđuu Orion čini mitsko "lijevo rame lovca".
Mintaka (δ Orionis) - Jedna je od jačih zviezda iz Orionovog pojasa: Mintaka je najzapadnija od tri zvijezde iz Orionovog pojasa. To je sustav od više zvijezda, sastavljen od velikoga plavog diva B više masivnih bijelih zvijezda O-tipa.
Alnilam (ε Orionis)  -  Srednja od tri zvijezde u Orionovom pojasu, između Mintake i Alnitake. Alnilam je modri supergigant tipa B. Iako je dvaput dalja od našeg Sunca u odnosu na druge dvije zvijezde iz Orionovog pojasa Mintaku i Alnitak, jednako je sjajna zvijezda. Alnilam brzo gubi masu kao posljedica svoje veličine, pa joj je do kraja preostalo još približno oko 4 miliuna godina.
Alnitak (ζ Orionis) - Najistočnija zvijezda u Orionovom pojasu i čini njegov istočni rub. To je trostruka zvijezda udaljena oko 800 svjetlosnih godina od Sunca, s glavnom primarnom zvijezdom koja je plavi supergigant, s klasom sjaja O na noćnom nebu.
Saif (κ Orionis) - Tvori mitsku "desnu nogu lovca". Po veličini i udaljenosti je slična zvijezdi Rigel, ali je zbog daljine znatno bljeđa. Kao rezultat površinske temperature oko 26.000°C, većinu svoje svjetlosti emitira u ultraljubičastom spektru.
Meissa (λ Orionis) - Trostruka zvijezda koja tvori mitsku "glavu lovca".

## Orionova maglica
Messier 42 (M42 ili NGC 1976) također Orionova maglica je emisijska maglica u zviježđu Orion. Nalazi se u Orionovom maču, nizu zvijezda postavljenih okomito na Orionov pojas. Maglica je jedan od najfotografiranijih objekata na nebu zbog svoje iznimne ljepote i sjajnosti. M42 je također i pod budnim okom astronoma jer se u njoj odvijaju procesi formiranja zvijezda i planeta.
Udaljena je približno 1350 svjetlosnih godina. Dio je većega Orionova kompleksa molekularnih oblaka. Zauzima prostor promjera približno 24 svjetlosne godine, a ukupna joj je masa oko 2000 puta veća od Sunčeve. Nepravilna je oblika, a dijelovi maglice gibaju se turbulentno, brzinama 10 do 50 km/s. U središtu maglice nalazi se skup vrlo mladih zvijezda Trapezna zvijezda. Smatra se da u cijeloj maglici nastaje oko 700 zvijezda.

## Objekti dubokog svemira
Osim Orionove maglice, u Orionu se nalaze tamna maglica Konjska glava (IC 434), Barnardova petlja (Sh 2-276), emisijske maglice De Mairanova maglica (M43), maglica Plamen (NGC 2024), NGC 2174, refleksijske maglice M78, NGC 1999 i dr.

## Mitologija
Jedna priča o Orionu govori nam o hvalisavosti i njenim posljedicama. Po njoj je Orion bio poznati lovac koji se volio puno hvaliti. Tako se jednog dana počeo poistovjećivati s bogovima i tvrditi da ga niti jedna zvijer ne može ubiti. Kako bi pokazala kako hvalisavci prolaze, zlobna je Hera poslala malog škorpiona da ga ubode i otruje. Orion je zapazio škorpiona i smrvio ga svojom toljagom, ali prekasno. Škorpion ga je uspio ubosti, što je za velikog lovca bilo kobno. Zatim je Orion postavljen zajedno sa škorpionom na nebeski svod kako bi uvijek podsjećao ljude kako prolaze oni koji previše hvale sami sebe. Smrtni su neprijatelji postavljeni na različite strane neba, tako da kada jedan zalazi, drugi izlazi i tako zauvijek love jedan drugoga po noćnom nebu.
Druga priča je tužnija i govori o nesretnoj ljubavi i povrijeđenom ponosu. Po njoj se u Oriona, velikog lovca, sina Posejdonova, zaljubila Artemida, božica lova i Mjeseca, te zbog toga počela zapostavljati svoj posao rasvjetljavanja noći. Njenom bratu Apolonu, bogu Sunca, to se nije sviđalo. Jednog dana, kada je opazio Oriona kako pliva na pučini, učinio je sunce tako sjajnim da je Orion postao samo nejasna mutna mrlja na obzoru. Tada je pozvao svoju sestru Artemidu i izazivao je kako sigurno nije dovoljno dobar strijelac da pogodi onu tamnu mrlju na obzoru. Artemida zaslijepljena ljutnjom i povrijeđena ponosa, jer je slovila za najboljeg strijelca među bogovima, ispalila je strelicu i pogodila mrlju na obzoru. Oriona je ta strelica ubila i kasnije tog dana njegovo je tijelo isplivalo na obalu. Kada je shvatila što je učinila, Artemida se gorko kajala i izgubila volju za životom i bilo čime živim. Od tada je, po priči, Mjesec hladan i beživotan. Kao uspomenu na svog ljubavnika, kojeg je ubila, Artemida je uzela njegovo tijelo i postavila ga na nebo, označivši ga veoma sjajnim zvijezdama kako bi ga svatko mogao jasno vidjeti. Uz njega je postavila i njegove lovačke pse – Velikog i Malog psa (Canis Major i Canis Minor) da mu prave društvo u vječnosti.